# NGC 5006
NGC 5006 is een lensvormig sterrenstelsel in het sterrenbeeld Maagd. Het hemelobject werd in 1882 ontdekt door de Duitse astronoom Ernst Wilhelm Leberecht Tempel.

## Synoniemen
- NGC 5006
- ESO 576-6
- MCG -3-34-11
- PGC 45806